# 水晶河 (科罗拉多州)
水晶河（英語：Crystal River）是咆哮叉河的一条支流，长约64公里，位于美国科羅拉多州西部。